# Kläranlage Graz

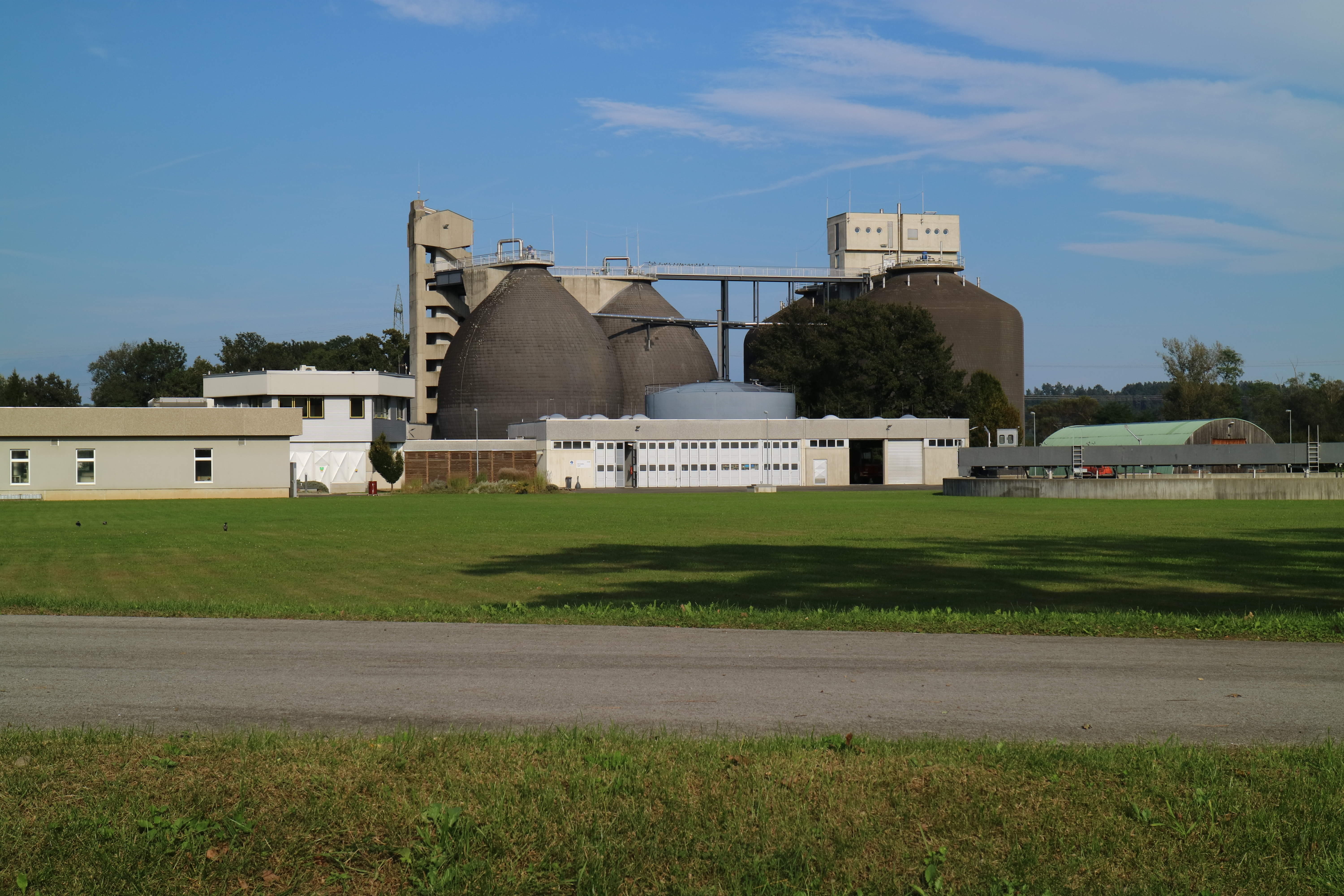
Faultürme von Südwesten (2016)

Die Kläranlage der Stadt Graz befindet sich in der Marktgemeinde Gössendorf südlich der Landeshauptstadt Graz im österreichischen Bundesland Steiermark. Die derzeit auf 500.000 Einwohnerwerte ausgelegte Anlage reinigt seit 1979 vollbiologisch die Abwässer von Graz sowie mehrerer Umlandgemeinden. Betrieb und Wartung obliegen der Holding Graz.

## Lage und Umgebung

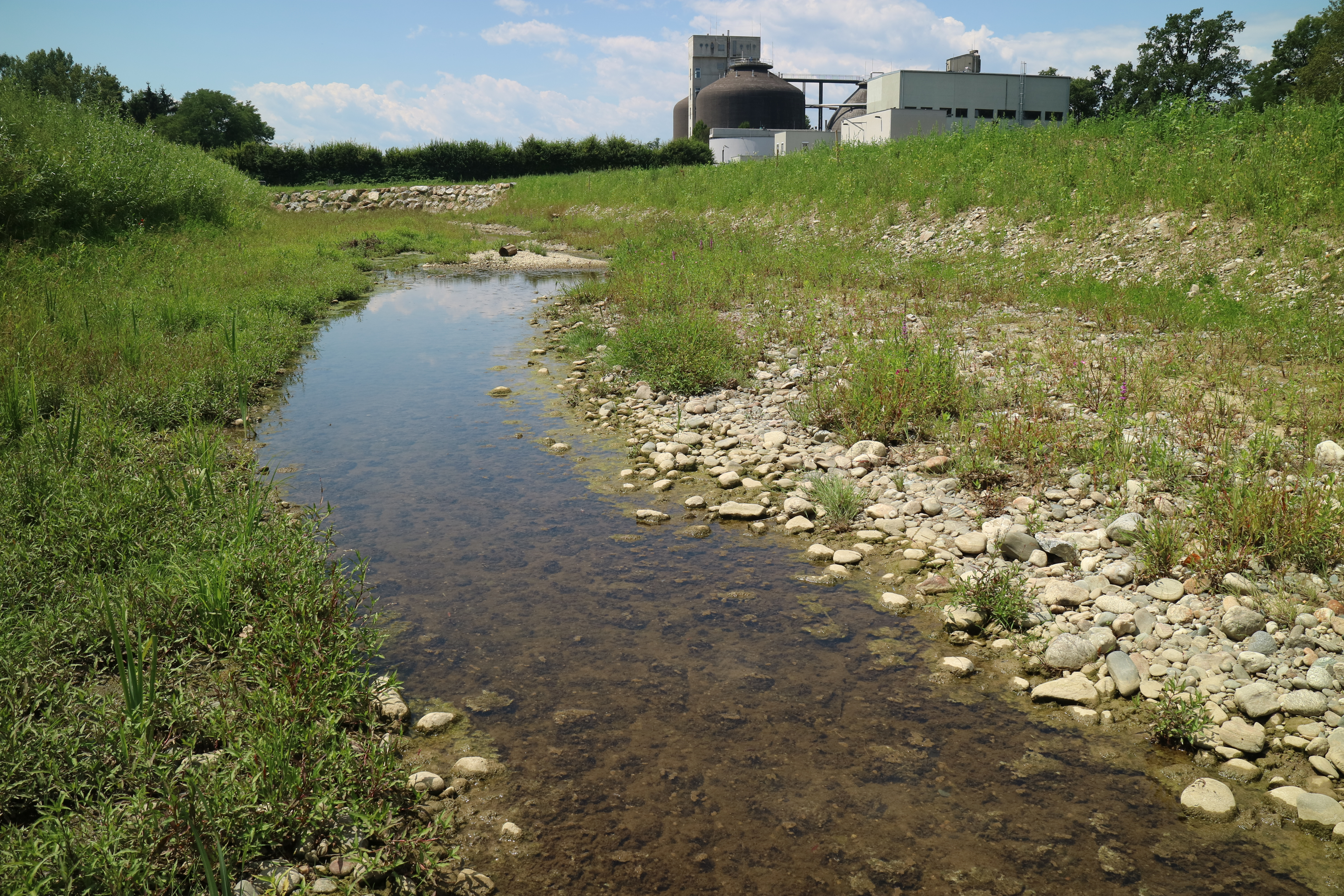
Raababach mit der Kläranlage

Das etwa 14 ha große Areal liegt auf 326 m ü. A. direkt am linken Murufer im zentralen Grazer Feld. Die Anlage befindet sich knapp 2 km südlich der Grazer Stadtgrenze und 8 km außerhalb des Stadtzentrums im Ortsteil Dörfla der Marktgemeinde Gössendorf. Aufgrund der hydrologisch sensiblen Lage an der Grenzstromlinie zum Wasserschongebiet Graz-Feldkirchen sowie im Landschaftsschutzgebiet Murauen (LS 31) müssen sämtliche baulichen Eingriffe überwacht werden. Viele Hausbrunnen der nahegelegenen Siedlungen gehören zum Grundwassereinzugsbereich der Anlage, deren Bauwerke bis zu 7 m unter den Grundwasserspiegel reichen.
In unmittelbarer Nähe wurde 2012 das Murkraftwerk Gössendorf fertiggestellt.

## Geschichte

### Entstehung
Der erste Kanalisierungsplan für Graz wurde 1925 erarbeitet und drei Jahre später mit Neubau eines Kanals von 22 km Länge verwirklicht. Bei der Inbetriebnahme 1928 waren 4000 Gebäude an das Kanalnetz angeschlossen. Im Jahr 1960 hatten bereits mehr als doppelt so viele Häuser einen Anschluss an das inzwischen auf 208 km verlängerte Netz.
Der Bau einer Kläranlage wurde zunächst 1961 vom Gössendorfer Gemeinderat abgelehnt, später aber doch beschlossen.
Die Bauarbeiten begannen 1971, ehe drei Jahre später die mechanische Kläranlage und die Schlammfaulung in Betrieb gingen. Der Abschluss des als „Jahrhundertbauwerk für den Umweltschutz“ bezeichnete Projekt wurde 1979 mit der Inbetriebnahme der biologischen Reinigungsstufe abgeschlossen. So konnte die Wasserqualität der Mur flussabwärts von Graz in den folgenden Jahren erheblich verbessert werden. 1980 waren 407 km Kanalnetz und 17.000 Gebäude an die Anlage angeschlossen.

### Erster Ausbau
Die 1991 via Emissionsverordnung neuen Reinigungsvorgaben für Kläranlagen machten erste Sanierungsmaßnahmen erforderlich. Durch den intensiven Kanalausbau und Anschluss immer weiterer Einwohner ergab sich außerdem die Notwendigkeit einer verfahrenstechnischen Umstellung sowie baulicher Erweiterungen. 1995 bestand die Kläranlage aus einer Rechenanlage mit je zwei Grob- und Feinrechen,  einem Sandfang, zwei Vorklärbecken à 5000 m³, sechs Belebungsbecken mit einem Gesamtvolumen von 14.400 m³, vier Nachklärbecken à 5000 m³, zwei Voreindickern à 450 m³, drei Faultürmen à 4000 m³, zwei Nacheindickern à 900 m³ und vier Siebbandpressen zur Schlammentwässerung. Einige dieser Komponenten wurden bis 1998 saniert und deren Kapazität erhöht.
Im September 1999 startete ein Projekt zur Anpassung an den neuesten Stand der Technik. Die Grundlagenerhebung ergab eine Belastung mit 470.000 Einwohnerwerten (EW) und einer bis zu 20 % höheren Schmutzfracht an einzelnen Tagen. Die geringe Erwartung neuer Anschlüsse sowie stagnierende Industriefrachten führten zu einer Bemessungsbelastung von 500.000 EW und einer hydraulischen Belastung von 90.000 m³ pro Tag. In vier Bauphasen wurden bis 2007 unter anderem Mischwasser-Überlaufbecken und größere Nachklärbecken errichtet und die Belebungsbecken vergrößert. Ein wesentliches Ziel war die weitere Verringerung des Ammoniumstickstoff-Eintrags in die Mur. Die zusätzliche Belastung von 0,6 mg/l (bei Niedrigwasserführung) konnte durch die Modernisierungsmaßnahmen auf 0,01 mg/l, die Tagesemission von 2 auf 0,1 t gesenkt werden. Insgesamt kostete der Ausbau mit 50 Millionen Euro mehr als vorgesehen.
Mit Stand 2008 betrug die Länge des Grazer Kanalnetzes 842 km bei 34.900 angeschlossenen Gebäuden.

### Zweiter Ausbau
Die Kläranlage reinigt neben dem Abwasser der Grazer Stadtbevölkerung jenes der Umlandgemeinden Hart bei Graz, Hitzendorf, Kainbach, Raaba-Grambach, Stattegg, Thal und Weinitzen sowie zahlreicher Betriebe.
Um dem Wachstum des Ballungsraums gerecht zu werden – allein die Stadt Graz wächst jährlich um etwa 4000 Einwohner – wurde ein weiterer Ausbau nötig, der den Austausch und die Generalsanierung der mittlerweile 20 Jahre alten Anlagenteile und eine Kapazitätenerhöhung um 61 % auf 815.000 EW vorsieht. Außerdem sollen die Sicherheitseinrichtungen modernisiert werden.
Der Baubeginn für das mit 40,5 Millionen Euro veranschlagte Projekt erfolgte im Frühjahr 2020, die Fertigstellung ist für den Herbst 2023 geplant.
Neben dem Murkraftwerk Graz und dem Zentralen Speicherkanal ist der Ausbau eines von drei Großprojekten der Stadt.

## Funktion

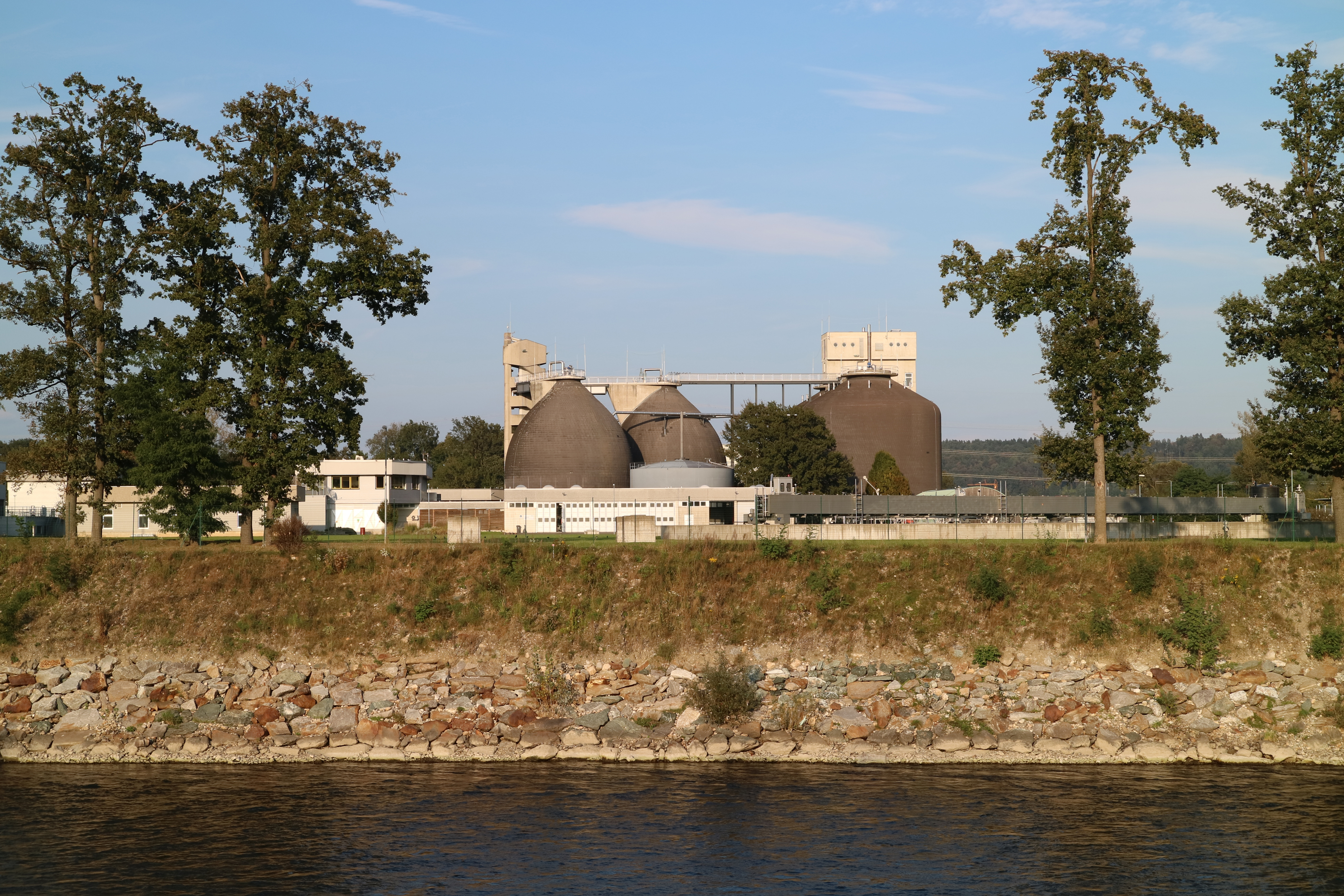
Blick vom rechten Murufer auf die Kläranlage Graz-Gössendorf (2016)

Täglich fließen im Schnitt 70.000 bis 75.000 m³, bei Niederschlag bis zu 140.000 m³ gereinigtes Abwasser in die Mur. Im Zuge des Reinigungsprozesses fallen um die 700 m³ Klärschlamm an.
2008 hatte die Kläranlage 27 Mitarbeiter.
Die Abwasserreinigung erfolgt typischerweise in drei Stufen. Neben der mechanischen und der biologischen Reinigungsstufe sowie der Schlammbehandlung wird in die Planungen des Ausbaus ab 2020 ein Mikroplastikpartikelfilter als vierte Stufe einbezogen.
Für den Phosphatabbau ist die Zugabe von Fällmitteln erforderlich, ansonsten vollzieht sich die Reinigung biologisch.
Ein Großteil des jährlich anfallenden Klärschlamms wird zur Energiegewinnung genutzt. Der Rohschlamm wird in die Faultürme gepumpt, wo er bei rund 37 °C unter Luftabschluss mindestens 25 Tage verbleibt. Im anaeroben Milieu entsteht Methangas, welches, über drei Blockheizkraftwerke verstromt, 75 bis 80 % des Energiebedarfs der Anlage deckt.
Ein Teil des Schlamms dient im Fernheizkraftwerk Mellach als Ersatzbrennstoff. Die daraus gewonnene Wärmeenergie fließt als Fernwärme zurück nach Graz, wodurch pro Jahr 2500 t Steinkohle und 6000 t Kohlendioxid eingespart werden.